# Gran Premi de l'URSS de Motocròs 500cc
|  | Per a altres significats, vegeu «Gran Premi de l'URSS de Motocròs». |

El Gran Premi de l'URSS de Motocròs en la cilindrada de 500cc (en rus, Гран-при СССР по мотокроссу 500cc), abreujat GP de l'URSS de 500cc, fou una prova internacional de motocròs que es va celebrar anualment a l'antiga Unió Soviètica entre el 1963 i el 1975. Força anys després de consumada la dissolució de la Unió Soviètica (desembre de 1991), l'esdeveniment es va reprendre en una sola ocasió, amb el nom de Gran Premi de Rússia: fou el 15 de setembre de 2002 a Sorochany, Moscou (uns anys més tard, el Gran Premi de Rússia es tornà a celebrar alguna vegada, però ara ja en les noves categories de MX1 i MX2). D'altra banda, també s'ha celebrat alguna edició del Gran Premi d'Ucraïna en la categoria MX3, ja desapareguda.
En uns moments en què el motocròs gaudia de gran popularitat al país, el GP de l'URSS era, al costat del de Txecoslovàquia, un dels més multitudinaris dels que es disputaven als països del teló d'acer. Durant la dècada del 1970, l'esdeveniment assolia xifres de desenes de milers d'espectadors. Celebrat invariablement al mes de juny, el Gran premi anà canviant d'ubicació al llarg dels anys i la més habitual de totes fou Chișinău, la capital de l'actual Moldàvia, amb un total de 5 edicions.

## Edicions
| Població | República soviètica | Estat actual | Data usual | De   | A    | Edicions |
| -------- | ------------------- | ------------ | ---------- | ---- | ---- | -------- |
| Lviv     | RSSU                | Ucraïna      | Al juny    | 1963 | 1964 | 2        |
| Kíev     | RSSU                | Ucraïna      | Al juny    | 1965 | 1965 | 1        |
| Chișinău | RSS de Moldàvia     | Moldàvia     | Al juny    | 1966 | 1975 | 5        |
| Poltava  | RSSU                | Ucraïna      | Al juny    | 1970 | 1972 | 2        |
| Total    | 4                   |              |            |      |      | 10       |

Noms en rus
1. ↑  Львов, Lvov
2. ↑  Ки́ев
3. ↑  Кишинёв, Kixiniov
4. ↑  Полтава

## Palmarès
Font:
| Edició | Any  | Lloc                     | Data          | Guanyador       | Guanyador     |
| ------ | ---- | ------------------------ | ------------- | --------------- | ------------- |
| I      | 1963 | Lviv                     | 29-30 de juny | Ove Lundell     | Monark        |
| II     | 1964 | Lviv                     | 20-21 de juny | Jeff Smith      | BSA           |
| III    | 1965 | Kíev                     | 26-27 de juny | Ígor Grigóriev  | ESO           |
| IV     | 1966 | Chișinău                 | 25-26 de juny | Paul Friedrichs | ČZ            |
| V      | 1967 | Chișinău                 | 24-25 de juny | Jeff Smith      | BSA           |
|        | 1968 | No es disputà            | No es disputà | No es disputà   | No es disputà |
| VI     | 1969 | Chișinău                 | 21-22 de juny | John Banks      | BSA           |
| VII    | 1970 | Poltava                  | 20-21 de juny | Paul Friedrichs | ČZ            |
| VIII   | 1971 | Chișinău                 | 19-20 de juny | Åke Jonsson     | Maico         |
| IX     | 1972 | Poltava                  | 3-4 de juny   | Roger De Coster | Suzuki        |
|        |      | 1973-1974: No es disputà |               |                 |               |
| X      | 1975 | Chișinău                 | 7-8 de juny   | Roger De Coster | Suzuki        |

## Estadístiques

### Guanyadors múltiples
| Pilot           | Victòries |
| --------------- | --------- |
| Jeff Smith      | 2         |
| Paul Friedrichs | 2         |
| Roger De Coster | 2         |

### Victòries per país
| País           | Victòries |
| -------------- | --------- |
| Regne Unit     | 3         |
| Suècia         | 2         |
| RDA            | 2         |
| Bèlgica        | 2         |
| Unió Soviètica | 1         |
| Total          | 10        |

### Victòries per marca
| Marca  | Victòries |
| ------ | --------- |
| BSA    | 3         |
| ČZ     | 2         |
| Suzuki | 2         |
| ESO    | 1         |
| Monark | 1         |
| Maico  | 1         |
| Total  | 10        |